# فيل غراي (سياسي)
فيل غراي (بالإنجليزية: Phil Gray)‏ هو سياسي أسترالي، ولد في 20 أبريل 1947 في بريزبان في أستراليا، وتوفي في 19 أبريل 2017 في أستراليا. حزبياً، نشط في حزب العمال الأسترالي. وقد انتخب عضو المجلس التشريعي ولاية كوينزلاند عن دائرة Electoral district of Gaven ‏ (9 سبتمبر 2006 – 20 مارس 2009).